# Christine Razanamahasoa
Christine Harijaona Razanamahasoa (ur. 29 lipca 1951 w Ambatofinandrahana) – madagaskarska prawniczka i polityczka. Pierwsza kobieta na stanowisku przewodniczącej Zgromadzenia Narodowego Madagaskaru.

## Życiorys

### Młodość, edukacja i kariera zawodowa
Razanamahasoa urodziła się w 29 lipca 1951 w mieście Ambatofinandrahana.

### Działalność polityczna
W latach 2009–2013 była minister ds. sprawiedliwości w rządach podczas Fitondrana Avon'ny Tetezamita, przejściowej struktury mającej na celu przywróceniu demokracji po kryzysie politycznym w Madagaskarze. W październiku 2013 roku na stanowisku zastąpił ją dotychczasowy minister ds. wewnętrznych, Florent Rakotoarisoa.
Z powodzeniem kandydowała w wyborach parlamentarnych na Madagaskarze w 2013 roku, w których starała się o mandat deputowanej Zgromadzenia Narodowego Madagaskaru z ramienia partii Miaraka Amin'i Prezidà Andry Rajoelina (MAPAR).
W lutym 2014 została wybrana przewodniczącą izby na miejsce odwołanego Mamy Rakotoarivelo, który pełnił funkcję od 2009 roku. Została pierwszą kobietą na tym stanowisku odkąd Madagaskar uzyskał niepodległość w 1960 roku. Funkcję sprawowała do 5 maja 2014 roku, kiedy to została odwołana podczas specjalnej sesji parlamentu. Razanamahasoa odwoływała się do Sądu Konstytucyjnego, który odrzucił jednak jej wniosek ze względów formalnych, uznając decyzję parlamentu oraz jego specjalną sesję za zgodne z prawem. W październiku 2014 roku wezwała wszystkich ministrów będących częścią administracji kraju do rezygnacji ze stanowiska.
W 2015 roku ubiegała się o funkcję burmistrzyni miasta Fianarantsoa. Po przegranej w wyborach, w listopadzie 2015 roku zrezygnowała z funkcji członkini rady miasta. W 2018 i 2019 roku była ministrą ds. planowania regionalnego.
Uzyskała reelekcję w wyborach parlamentarnych na Madagaskarze w 2019 roku. Była najstarszą członkinią nowej kadencji izby, w związku z czym była jedną z osób prowadzących pierwszą sesję parlamentu 16 lipca (wspólnie z najmłodszą osobą, Marciem Tsaradią). Była jedyną kandydatką na stanowisko przewodniczącej Zgromadzenia Narodowego. Została wybrana jednogłośnie przez 147 parlamentarzystów biorących udział w posiedzeniu (z 151 będących członkami izby).
W marcu 2024 roku partia prezydenta Madagaskaru Andriego Rajoelina złożyła wniosek do Sądu Konstytucyjnego o odwołanie jej ze stanowiska. Była to kulminacja napięcia pomiędzy Razanamahasoą a partią prezydencką po tym, jak w listopadzie 2023 krytykowała partię i prezydenta w trakcie wyborów prezydenckich. Została odwołana ze stanowiska w związku z artykułem 72. konstytucji Madagaskaru, który wspomina, że parlamentarzysta nie może w trakcie kadencji parlamentu zmienić partii oraz musi działać zgodnie z zasadami ustalonymi przez partię.

### Życie prywatne
Jest mężatką. Ma trójkę dzieci.